# Права ЛГБТ во Вьетнаме
Лесбиянки, геи, бисексуалы и транссексуалы (ЛГБТ) во Вьетнаме сталкиваются с юридическими проблемами, которые не испытывают остальные жители этой страны.
Однополые сексуальные отношения являются законными и, как считается, никогда в истории Вьетнама не криминализовались. Однако однополые пары не имеют правовой защиты наравне с разнополыми парами. Хотя гомосексуальность табуируется, осведомлённость о правах ЛГБТ возросла в XXI веке. Сообщения о дискриминации в отношении ЛГБТ-людей не редкость, однако около 20 % опрошенных представителей ЛГБТ сообщили, что их избивали члены семьи, когда они открывались тем.
Первый гей-парад во Вьетнаме мирно прошел в Ханое 5 августа 2012 года. В 2017 году парады прошли примерно в 35 других городах и провинциях.
В ноябре 2016 года Вьетнам, Южная Корея, Япония, Филиппины, Израиль, Таиланд, Восточный Тимор, Непал, Турция, Шри-Ланка и Монголия были единственными азиатскими странами в Организации Объединённых Наций, проголосовавшими за назначение независимого эксперта по повышению осведомленности о дискриминации, с которой сталкивается ЛГБТ-сообщество, и поиск путей решения этой проблемы.

## История
Хотя большинство вьетнамских исторических свидетельств вплоть до современной эпохи связано с патриархальными идеями конфуцианства, гомосексуальные отношения во Вьетнаме упоминаются на протяжении всей истории. В дополнении к кодексу «Хонгдык» XV века упоминается суд над двумя женщинами, которые жили в одном доме и занимались сексом друг с другом, пока муж одной из женщин отсутствовал. На протяжении всего судебного разбирательства женщинам предъявляли обвинения не более чем в супружеской измене, и их однополые отношения не комментировались. Такое отсутствие критики согласуется с мнением многих историков о том, что однополые отношения никогда не криминализовались во Вьетнаме; это относится и к нынешнему Уголовному кодексу. В Уголовном кодексе указано, что возраст согласия составляет 16 лет независимо от пола или сексуальной ориентации.

## Признание однополых отношений
В июле 2012 года министр юстиции объявил, что правительство Вьетнама начало консультации по вопросу о легализации однополых браков. В июне 2013 года Министерство юстиции представило законопроект, который снимет запрет на однополые браки и предоставит некоторые права на сожительство однополым парам. Национальное собрание провело обсуждение этого законопроекта в октябре 2013 года.
24 сентября 2013 года правительство издало указ об отмене штрафов за однополые браки. Указ вступил в силу 11 ноября 2013 года. В ноябре 2013 года Национальное собрание одобрило новую конституцию. Статья 64 была отменена и заменена статьей 36, которая гласит: «Мужчины и женщины имеют право вступать в брак и разводиться. Брак должен соответствовать принципам добровольности, прогрессивности, моногамии, равенства и взаимного уважения между мужем и женой».
27 мая 2014 года Комитет Национального собрания по социальным вопросам исключил положения, дающие правовой статус и некоторые права на совместное проживание однополых пар, из законопроекта, представленного Министерством юстиции. Законопроект был одобрен Национальным собранием 19 июня 2014 года и вступил в силу 1 января 2015 года. В нем говорится, что, хотя Вьетнам разрешает однополые браки, он не будет предлагать юридическое признание или защиту союзов между людьми одного пола. Несмотря на ограничение, вьетнамское ЛГБТ-сообщество считает, что этот последний закон является важной ступенькой. Джейми Гиллен, социологический исследователь Национального университета Сингапура, также заявил, что ослабление позиции Вьетнама контрастирует с его соседями, такими как Сингапур. Соседние с Вьетнамом страны запрещают однополые браки, а некоторые из них по-прежнему криминализируют гомосексуальные отношения. По оценкам, такая мягкая политика привлечет доходы от туризма, поскольку Вьетнам пытается продвигать себя как толерантное и дружелюбное общество.

## Права трансгендерных людей

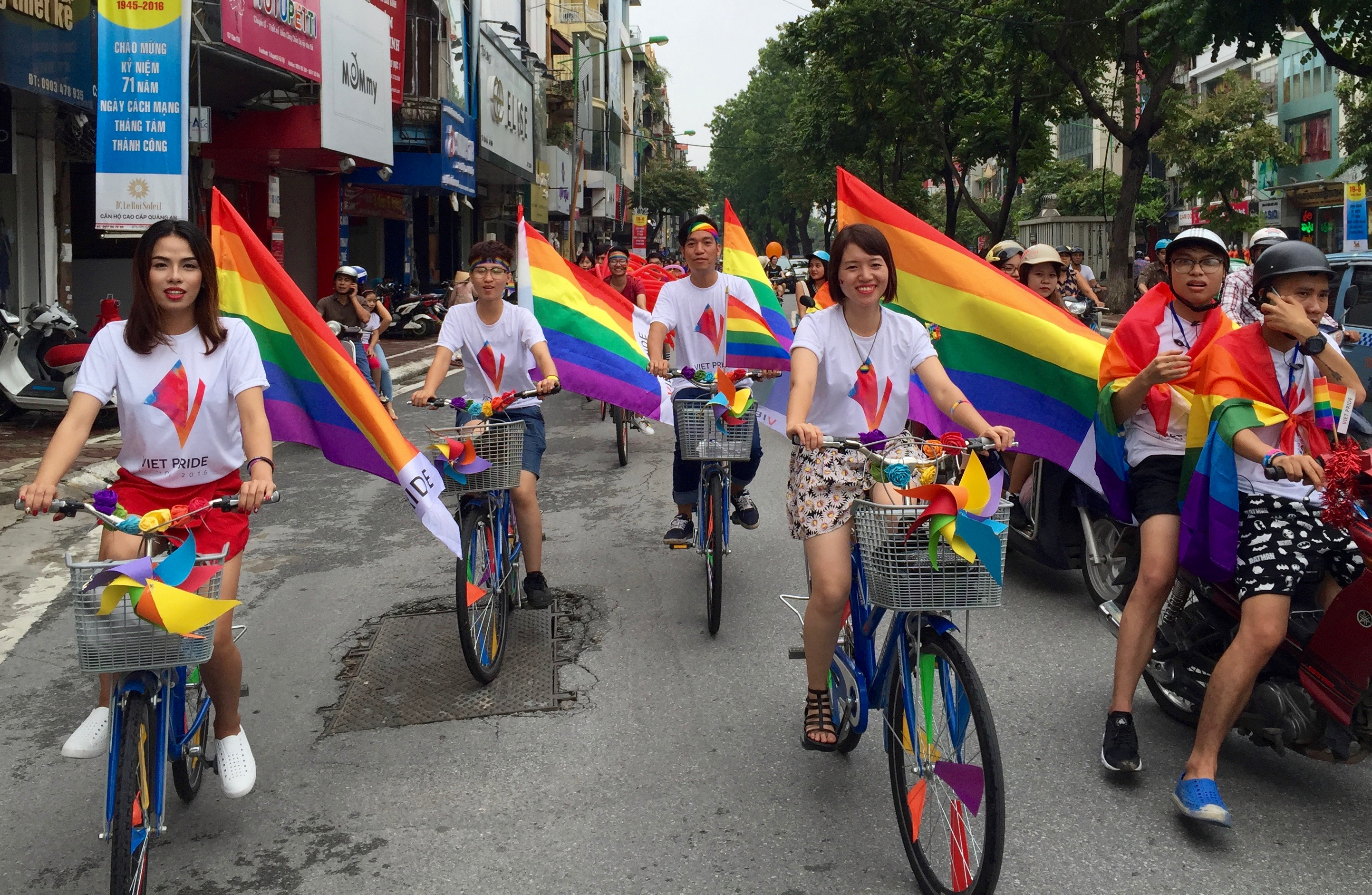
Ханой, 2016, Viet Pride

По оценкам Министерства здравоохранения 2017 года, во Вьетнаме 270—300 тысяч трансгендерных граждан. В марте 2019 года опрос, проведенный местными ассоциациями трансгендерных людей, показал, что в стране проживает около 500 000 таких людей.
Исследование 2018 года показало, что 67,5 % опрошенных трансгендерных людей страдали психологическими проблемами, около 60 % пытались покончить жизнь самоубийством, 23 % «принуждались к сексу с другими», 16 % подвергались сексуальному насилию и 83 % — унижению.
24 ноября 2015 года во Вьетнаме 282-84 голосами был принят знаменательный закон, закрепляющий права трансгендерных людей в рамках правозащитных групп, которые открывают путь к хирургической коррекции пола. Ранее такие операции были незаконными, что вынуждало людей ехать в соседний Таиланд для проведения операции. Законодательство позволяет тем, кто провел хирургическую коррекцию пола, зарегистрироваться под другим гендерным маркером. Закон вступил в силу в январе 2017 года. Однако для того, чтобы этот закон полностью соблюдался, необходимо было принять новый закон, охватывающий требования к претендентам на коррекцию пола и требования к тем, кто его выполняет. В ноябре 2018 года, выступая на мероприятии по правам трансгендерных людей, союз научно-технических ассоциаций Вьетнама и Нгуен Хуи Куанг, глава департамента законодательства Министерства здравоохранения, объявили, что Национальное собрание обсудит законопроект в 2020 году.

## Военная служба
Во Вьетнаме можно служить в вооружённых силах независимо от сексуальной ориентации. Военная служба является обязательной для мужчин с 18 лет, женщины могут быть волонтёрами.

## Общественное мнение
В 2001 году опрос показал, что 82 % вьетнамцев считали гомосексуальность «неприемлемой».
В 2007 году Педагогический университет Хошимина провел опрос 300 учеников трех младших и средних школ и обнаружил, что 80 % учеников на вопрос «Гомосексуальность — это плохо?» ответили «нет».
Опрос, проведённый в марте 2014 года, показал, что 33,7 % вьетнамцев поддерживают однополые браки, тогда как 53 % выступают против.
Интернет-опрос, проведённый в декабре 2016 года, показал, что 45 % респондентов поддержали легализацию однополых браков, 25 % выступили против и 30 % ответили «не знаю».

## Условия жизни

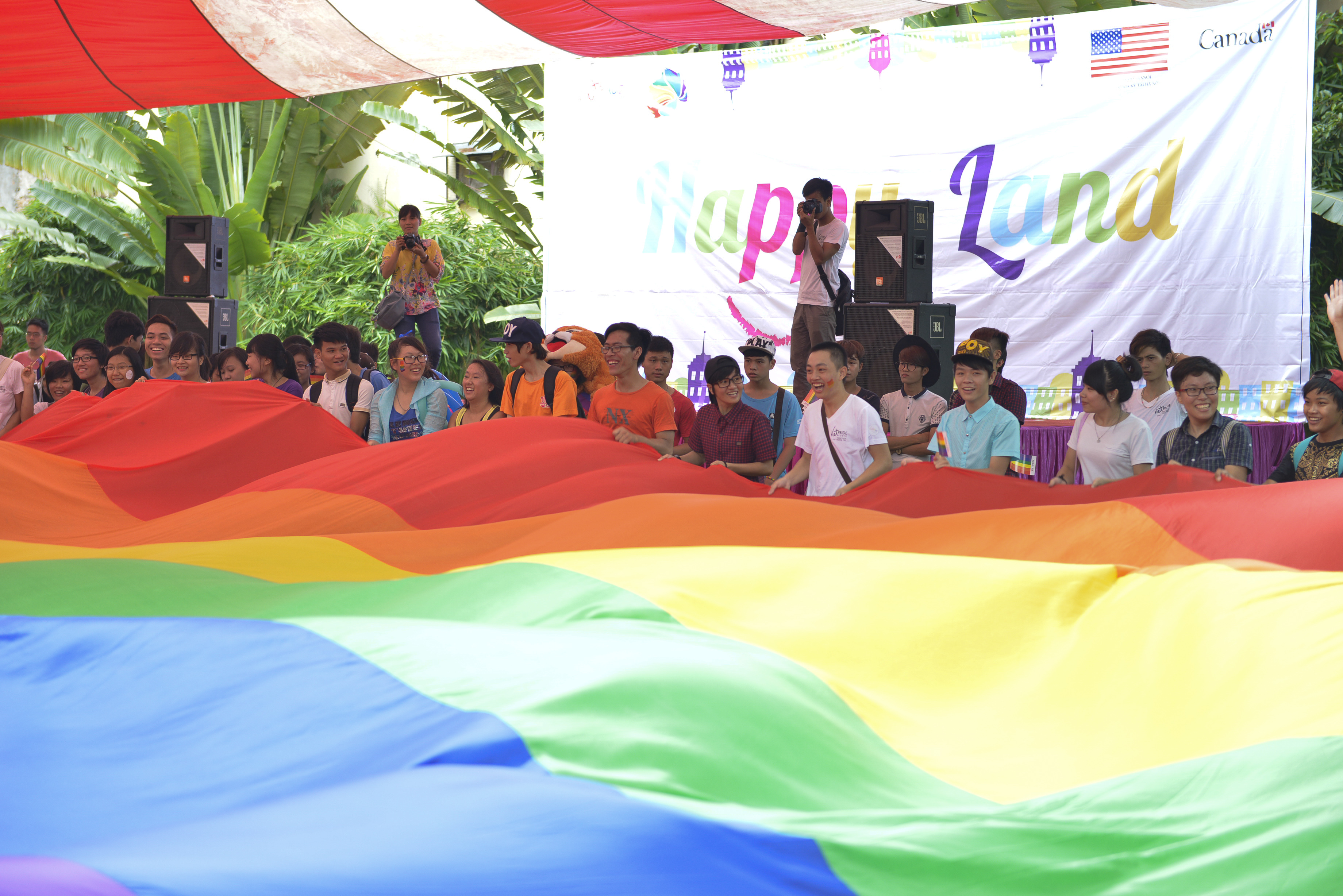
Viet Pride 2014

В 2000 году роман криминального журналиста Буй Ань Тана «Мир без женщин» (вьет. Một Thế Giới Không Có àn Bà) стал первой художественной вьетнамской книгой, в которой подробно рассказывается о геях. В 2007 году по сюжету был снят телесериал.
В 2002 году государственные СМИ объявили гомосексуальность «социальным злом», сравнимым с проституцией, азартными играми и незаконным употреблением наркотиков, и пообещали, что вскоре будет принят закон, позволяющий правительству бороться с гомосексуальностью и арестовывать однополые пары. Такие публикации, как Thế Giới Phụ Nữ и Tiếp thị & Gia ình, говорили о гомосексуальности как о болезни и «девиантном поведении, несовместимом с доброй моралью и освящёнными веками обычаями Вьетнама». В ноябре 2002 года Коммунистическая молодежная газета опубликовала рассказ о гомосексуальности, в котором говорилось, что «некоторые люди рождаются геями, а некоторые рождаются левшами».
В 2009 году Фам Ле Куин Трам стала первой трансгендерной женщиной, официально признанной властями Вьетнама женщиной. Ей было разрешено хирургически скорректировать свой пол с мужского на женский и по закону изменить свое имя на Фам Ле Куин Трам. Однако, согласно сообщению HuffPost, её юридическое признание женщиной было отозвано в конце января 2013 года.
В сентябре 2010 года Tuổi Trẻ Online, интернет-издание газеты «Туойче», опубликовало письмо 18-летнего читателя, описывающее, как ему нелегко общаться с семьей после того, как они узнали, что он гей. Письмо получило сотни одобрительных откликов от других читателей, что побудило сайт завершить его интервью с доктором Хьюн Ван Соном, деканом психологии Педагогического университета Хошимина. Впервые крупные государственные СМИ согласились с тем, что «гомосексуальность — это нормально». 29 ноября в Ханое состоялась первая однополая свадьба между японцем и гражданином Ирландии. Свадьба вызвала большое внимание ЛГБТ-сообщества во Вьетнаме. Еще одна однополая свадьба между двумя вьетнамскими гражданами, Куок Кханом и Тхань Ли, состоялась в Хайфоне на севере Вьетнама в июне 2018 года.
5 августа 2012 года в Ханое прошел первый во Вьетнаме гей-парад, участники которого выразили поддержку равным брачным правам для ЛГБТ.
В 2013 году вьетнамский кинорежиссер Данг Хоа снял ситком «Мои лучшие друзья-геи». Сериал публиковался на YouTube, так как вьетнамские вещатели не проявили желания транслировать его на телевидении. Хоа хотел создать шоу, чтобы развенчать карикатурные стереотипы о гомосексуальности.
«Последнее путешествие мадам Фунг», отмеченный наградами документальный фильм о трансгендерной группе режиссёра Тхам Нгуен Тхи, завоевал международный успех и получил высокую оценку критиков. Другой фильм, получивший признание критиков, — это «В поисках Фонга» режиссёров Чан Фыонг Тхао и Суанна Дабуса.
Исследование 2015 года показало, что около 44 % вьетнамских учащихся, принадлежащих к ЛГБТ сообществу, в возрасте 14-22 лет сталкивались со стигмой, дискриминацией и насилием из-за своей сексуальной ориентации. Другое исследование, проведённое ЮНЕСКО в 2015 году, показало, что 19 % учащихся считают издевательства над учащимися, относящимися к ЛГБТ-сообществу, «безобидными». 70 % родителей в Ханое заявили, что не позволят своим детям разговаривать со учащимися-геями, а некоторые считают, что конверсионная терапия может помочь «вылечить» детей ЛГБТ. Отчет USAID за 2014 год показал, что 54 % учащихся-ЛГБТ заявили, что их школа небезопасна, и многие бросили учебу. Из тех, кто подвергся насилию, одна треть сказала, что думала о самоубийстве, половина из них пыталась это сделать. 85 % студентов-трансгендеров заявили, что бросили учебу из-за нападения и издевательств.
Бывший посол США во Вьетнаме Тед Осиус был открытым геем, известен своей поддержкой прав ЛГБТ во Вьетнаме и вместе со своим мужем посетил несколько мероприятий, посвящённых прайду.
С 18 по 24 сентября 2017 года Вьетнамский прайд в Ханое проводился пятый год подряд. В мероприятии приняли участие тысячи человек, тогда как на первом прайд-параде их было всего около сотни. На мероприятии присутствовала Панти Блисс. Шестой Ханойский прайд прошел в ноябре 2018 года, и в нем приняли участие более 1000 человек. Ежегодно во Вьетнаме проводится более 35 подобных мероприятий, в том числе в городах Хайфон, Тханьхоа, Дананг, Куинён, Нячанг, Вунгтау, Хошимин и Кантхо. События транслировались несколькими вьетнамскими телеканалами, а именно VTV4, VTV6 и VTV9.

## Сводная таблица
| Однополые сексуальные отношения                                                                         | Да (Всегда были разрешены)                                   |
| Равный возраст согласия                                                                                 | Да (Всегда были разрешены)                                   |
| Антидискриминационные законы в сфере занятости                                                          | Нет                                                          |
| Законы о борьбе с дискриминацией при предоставлении товаров и услуг                                     | Нет                                                          |
| Законы о борьбе с дискриминацией во всех других областях (включая косвенную дискриминацию, язык вражды) | Нет                                                          |
| Однополый брак                                                                                          | Нет                                                          |
| Признание однополых пар                                                                                 | Нет                                                          |
| Усыновление для одиноких людей независимо от сексуальной ориентации                                     | Да                                                           |
| Усыновление однополыми парами                                                                           | Нет                                                          |
| Совместное усыновление однополыми парами                                                                | Нет                                                          |
| Геям, лесбиянкам и бисексуалам разрешено открыто служить в армии                                        | Да                                                           |
| Право менять гендерный маркер в документах                                                              | Да (неоднозначно)                                            |
| Право хирургически корректировать пол                                                                   | Да                                                           |
| Доступ к ЭКО для лесбийских пар                                                                         | Нет                                                          |
| Коммерческое суррогатное материнство для пар геев                                                       | Нет (Явный запрет вне зависимости от сексуальной ориентации) |
| Разрешение быть донорами крови для МСМ                                                                  | Да (Не запрещено)                                            |